# Gorgonomyces haynaldii
Gorgonomyces haynaldii är en svampart som först beskrevs av Schaarschm., och fick sitt nu gällande namn av Letcher 2008. Gorgonomyces haynaldii ingår i släktet Gorgonomyces och familjen Gorgonomycetaceae.   Inga underarter finns listade i Catalogue of Life.